# Alekséi Lvov
El príncipe Alekséi Fiódorovich Lvov (del ruso: Алексей Фёдорович Львов) (5 de junio de 1799 en Tallin - 28 de diciembre de 1870 en Romainiai (hoy Kaunas) fue un compositor ruso. Compuso el Himno Nacional ruso Bozhe, tsaryá jraní (también conocido como Dios salve al zar). También escribió la ópera Undine en 1846. Fue enterrado en el Monasterio de Pažaislis, Kaunas (Lituania).
- Datos: Q241252
- Multimedia: Alexei Lvov / Q241252